# Mlaștina După Luncă
Mlaștina După Luncă este o arie protejată de interes național ce corespunde categoriei a IV-a IUCN (rezervație naturală de tip floristic și faunistic), situată în estul Transilvaniei, pe teritoriul județului Harghita.

## Localizare
Aria naturală se află în partea centrală a județului Harghita, pe teritoriul administrativ al comunei Voșlăbeni (la confuența Mureșului cu văile Râului Senetea și pârâului „Ponc”), în imediata apropiere de drumul național DN12, care leagă municipiul Miercurea Ciuc de Gheorgheni.

## Descriere
Rezervația naturală a fost declarată arie protejată prin Legea Nr.5 din 6 martie 2000, publicată în Monitorul Oficial al României, Nr.152 din 12 aprilie 2000, privind aprobarea Planului de amenajare a teritoriului național - Secțiunea a III-a - zone protejate și se întinde pe o suprafață de 40 ha. Aceasta reprezintă o zonă (cu mlaștini oligotrofe) ce adăpostește o gamă vegetală diversă (relicte glaciare) specifică turbăriilor; și conservă mai multe specii de păsări, reptile și batracieni; dintre care unele protejate la nivel mondial și aflate pe lista roșie a IUCN.

## Biodiversitate

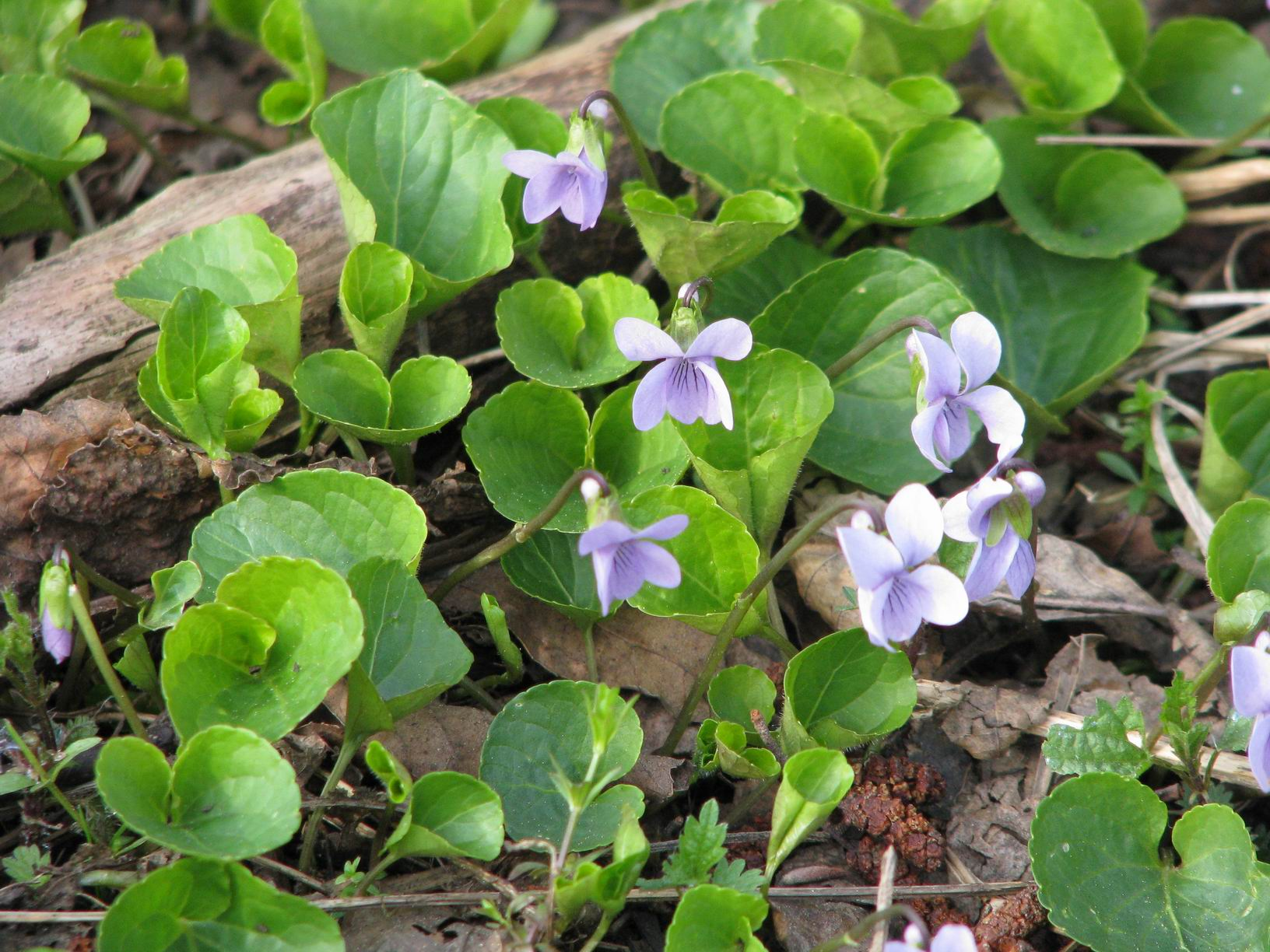
Viorele (Viola epipsila)

Mlaștina După Luncă se suprapune atât sitului de importanță comunitară omonim; cât și ariei de protecție specială avifaunistică - Depresiunea și Munții Giurgeului; sit ce aparține rețelei ecologice europene - Natura 2000 în România. 
Aria naturală dispune de patru tipuri de habitate de interes comunitar; astfel: Pajiști de altitudine joasă, Pajiști cu Molinia pe soluri calcaroase, turboase sau argiloase, Mlaștini alcaline și Turbarii cu vegetație forestieră. La baza instituirii rezervației naturale se află două mamifere: liliacul comun (Myotis myotis), liliac cu urechi de șoarece (Myotis blythii); și doi amfibieni: ivorașul-cu-burta-galbenă (Bombina variegata) și tritonul cu creastă (Triturus cristatus); specii protejate la nivel european prin Directiva 92/43/CE (anexa I-a) din 21 mai 1992 (privind conservarea habitatelor naturale și a speciilor de faună și floră sălbatică).
Printre speciile floristice semnalate în arealul rezervației naturale se află: ruginare (Andromeda polifolia), curechi de munte (Ligularia sibirica), o specie rară de viorea (Viola epipsila), bozățel (Veratrum album), cinci-degete (Potentilla reptans), vorniceriu pitic (Euonymus nana), bumbăcăriță (Eriophorum vaginatum), trifoi-de-baltă (Menyanthes trifoliata), ferigă de apă (Nephrodium thelypteris), cununiță (Spiraea ulmifolia)sau rogoz (Carex acutiformis); elemente vegetale protejate prin aceeași Directivă CE 92/43/CE din 21 mai 1992. 